# Lata 40. XVIII wieku

## Wydarzenia
- 1742
  - zakończyła się I wojna śląska – konflikt między Królestwem Prus a Monarchią Habsburgów o panowanie nad Śląskiem[1].
  - Siemion Czeluskin odkrył przylądek Czeluskin[2].
- 1743
  - zakończyła się Wielka Ekspedycja Północna, mająca na celu zbadanie Syberii[2].
- 1744
  - wybuchła II wojna śląska[1].
- 1745
  - zakończyła się II wojna śląska[1].